# 青木利郎
青木 利郎（あおき としろう、1936年〈昭和11年〉 - 2018年12月31日）は日本の日本映画の美術監督、デザイナー。群馬県出身。

## 経歴
高校を卒業して2年半農業協同組合に勤務していたが給料が安く、結婚や家の建て替えのために教師になろうと考え、東京に住む叔父の家に移転する。大学入試の準備を進めていたころに、叔父の知人であった映画監督のフランク徳永から「手先が器用だ」と見込まれ、新東宝の大道具を紹介される。しかし、大道具の班長から会社が長くないことを告げられ、新東宝には入らず、徳永の妻からの東宝の美術監督であった渡辺明を紹介され、映画『日本誕生』に美術助手として参加。
美術助手時代は、主にミニチュアセットをプラン通りに制作されるよう石膏や大道具に指示を出す「セット付き」を務めた。
1971年に井上泰幸の退社に伴い東宝美術の美術主任としてゴジラ映画の美術を担当、1975年に東宝美術の特殊美術係長となり若手の育成に専念。
1982年に特殊美術課長に就任。
1987年に東宝不動産に出向し、日比谷シャンテ計画を指揮する。同施設では初代商店会事務局長を務めた。
1996年に定年退職。引退後も特殊美術課OBのリーダー格として慕われていた。
2018年、死去。

## 人物・エピソード
群馬県の山育ちであったことから山の様子が頭に入っており、特技監督の円谷英二や美術監督の井上泰幸らから山のセットについて一任されていた。青木が美術を担当した時代のゴジラシリーズは、予算の削減によりビルのミニチュアセットが減少していたが、青木は得意の山野のセットで力を発揮した。特に『ゴジラ対メカゴジラ』では、ロケハンで感銘を受けた残波岬をモデルとした岸壁のセットに力を入れていた。背景美術の小島耕司は、青木はハサミ一つでリアルな山野を表現できる達人であり、特殊美術のセッティングでは右に出る者はいないと評している。
特美課長時代は、かつての師であった井上泰幸に対して予算面で美術プランを制限する立場となり、長年井上の下にいたことから画面作りの狙いなどが理解できてしまうため、井上の自由にやらせられなかったことが辛かったと述懐している。
青木が課長の時代に特殊美術課に入った三池敏夫は、青木について最初は大声で怒鳴る恐い管理職という印象であったが、後に怒って大声を出しているのではなく広いセットで指揮するのに必要な手段であったことを知ったと述懐している。

## 代表作

### 映画
| 公開年月日     | 作品名                        | 制作（配給）                       | 役職     |
| -------------- | ----------------------------- | ---------------------------------- | -------- |
| 1959年10月25日 | 日本誕生                      | 東宝                               | 美術助手 |
| 1961年7月30日  | モスラ                        | 東宝                               | 美術助手 |
| 1962年3月21日  | 妖星ゴラス                    | 東宝                               | 美術助手 |
| 1962年8月11日  | キングコング対ゴジラ          | 東宝                               | 美術助手 |
| 1963年1月3日   | 太平洋の翼                    | 東宝                               | 美術助手 |
| 1963年5月29日  | 青島要塞爆撃命令              | 東宝                               | 美術助手 |
| 1963年12月22日 | 海底軍艦                      | 東宝                               | 美術助手 |
| 1964年4月29日  | モスラ対ゴジラ                | 東宝                               | 美術助手 |
| 1964年8月11日  | 宇宙大怪獣ドゴラ              | 東宝                               | 美術助手 |
| 1964年12月20日 | 三大怪獣 地球最大の決戦       | 東宝                               | 美術助手 |
| 1965年6月19日  | 太平洋奇跡の作戦 キスカ       | 東宝                               | 美術助手 |
| 1965年12月19日 | 怪獣大戦争                    | 東宝                               | 美術助手 |
| 1967年12月16日 | 怪獣島の決戦 ゴジラの息子     | 東宝                               | 美術助手 |
| 1968年8月1日   | 怪獣総進撃                    | 東宝                               | 美術助手 |
| 1968年8月14日  | 連合艦隊司令長官 山本五十六   | 東宝                               | 美術助手 |
| 1969年7月26日  | 緯度0大作戦                   | 東宝 ドン・シャーププロ （東宝）   | 美術助手 |
| 1969年8月13日  | 日本海大海戦                  | 東宝                               | 美術助手 |
| 1972年3月12日  | 地球攻撃命令 ゴジラ対ガイガン | 東宝 東宝映像（製作協力） （東宝） | 美術     |
| 1973年3月17日  | ゴジラ対メガロ                | 東宝映像 （東宝）                  | 美術     |
| 1973年12月29日 | 日本沈没                      | 東宝映画 東宝映像 （東宝）         | 美術助手 |
| 1974年3月21日  | ゴジラ対メカゴジラ            | 東宝映像 （東宝）                  | 美術     |
| 1974年8月3日   | ノストラダムスの大予言        | 東宝映画 東宝映像 （東宝）         | 美術助手 |
| 1974年12月28日 | エスパイ                      | 東宝映像 （東宝）                  | 美術     |
| 1975年3月15日  | メカゴジラの逆襲              | 東宝映像 （東宝）                  | 美術     |
| 1984年12月15日 | ゴジラ                        | 東宝映画 （東宝）                  | 美術     |

### テレビ
| 期間         | 期間          | 番組名                 | 制作（放送局）         | 役職 |
| ------------ | ------------- | ---------------------- | ---------------------- | ---- |
| 1971年4月2日 | 1972年3月31日 | 帰ってきたウルトラマン | 円谷プロダクション TBS | 美術 |
| 1972年4月7日 | 1973年3月30日 | ウルトラマンA          | 円谷プロダクション TBS | 美術 |
| 1973年4月6日 | 1974年4月5日  | ウルトラマンタロウ     | 円谷プロダクション TBS | 美術 |